# Бушонг (Канзас)
Бушонг (енгл. Bushong) град је у америчкој савезној држави Канзас.

## Демографија
По попису из 2010. године број становника је 34, што је 21 (-38,2%) становника мање него 2000. године.
| Група             | 2000.      | 2010.       |
| Белци             | 51 (92,7%) | 34 (100,0%) |
| Афроамериканци    | 1 (1,8%)   | 0 (0,0%)    |
| Азијати           | 0 (0,0%)   | 0 (0,0%)    |
| Хиспаноамериканци | 1 (1,8%)   | 0 (0,0%)    |
| Укупно            | 55         | 34          |